# Кийкойнен
Кийкойнен (фин. Kiikoinen) — община в провинции Сатакунта, губерния Западная Финляндия, Финляндия. Общая площадь территории — 144,32 км², из которых 6,29 км² — вода.

## Демография
На 31 января 2011 года в общине Кийкойнен проживают 1272 человека: 634 мужчины и 638 женщин.
Финский язык является родным для 99,76 % жителей, шведский — для 0 %. Прочие языки являются родными для 0,24 % жителей общины.
Возрастной состав населения:
- до 14 лет — 15,49 %
- от 15 до 64 лет — 60,53 %
- от 65 лет — 23,74 %

Изменение численности населения по годам:
| Год  | Численность |
| ---- | ----------- |
| 1980 | 1463        |
| 1990 | 1415        |
| 2000 | 1349        |
| 2010 | 1269        |
| 2011 | 1272        |